# Dridif, Brașov
Dridif este un sat în comuna Voila din județul Brașov, Transilvania, România.

## Așezare
Dridiful este situat pe drumul național DN1, care leagă Făgărașul de Sibiu, fiind la distanță egală față de Brașov și Sibiu, pe malul drept al râului Văiuga, mic afluent al Oltului. La est de sat, la circa 1,1 km, curg apele râului Netot, afluent al Oltului.
Localitatea este formată ca așezare dintr-o stradă principală din care se mai poresc alte trei străduțe.

## Monumente
- În centrul satului, la intersecția a două străzi, există, de o parte și de alta a străzii principale, două biserici: 
  - Biserica ortodoxă, cu hramul Sf. Gheorghe[4], construită în anul 1868[5],[6] (situată spre apus), mai mare;
  - Biserica greco-catolică, cu hramul Sf. Paraschiva, construită în anul 1888[4], neretrocedată, (situată spre răsărit), mai mică. Lângă fiecare din cele două biserici este amplasat câte un cimitir, cel din partea apuseană fiind mai vast.

### Monumentul Eroilor din Dridif
În cimitirul de lângă biserica mai mică, cu hramul Sf. Paraschiva, chiar lângă gardul de la stradă, în anul 1985 a fost ridicat un monument în onoarea eroilor din Dridif, căzuți în Primul și în al Doilea Război Mondial. Monumentul, construit din beton mozaicat, are 4 metri înălțime, inclusiv piedestalul, și este un obelisc sub forma unui trunchi de piramidă, cu latura bazei mari de vreo 65 de centimetri și cu latura bazei mici de vreo 45 de centimetri. Piedestalul este o prismă pătrată de beton mozaicat, având latura de 140 de centimetri și înălțimea de 45 de centimetri. Peste această prismă, este așezată o altă prismă pătrată executată din același material, de 25 de centimetri înălțime, având latura de câte un metru, deasupra căreia este așezat obeliscul de beton mozaicat. Deasupra bazei mici a obeliscului, este așezat un cub din marmură albă având latura de 20 de centimetri, peste a cărei față dinspre stradă este aplicată o cruce realizată din tablă de metal inoxidabil, cu luciu-oglindă. Pe cubul din marmură, este așezat un vultur cu aripile desfășurate și cu ciocul îndreptat spre stânga privitorului. Sub crucea din metal inoxidabil, se află gravată efigia din profil (stânga) a unui ostaș, purtând o cască de protecție. Sub efigie, pe plăci din marmură albă, putem citi inscripția: „În memoria eroilor din satul Dridif 1914 - 1918”, iar mai jos, urmează înșiruite, unul sub altul, prenumele și numele celor 24 de eroi din Dridif, căzuți în Primul Război Mondial, precum și numerele de casă ale ultimelor lor domicilii. Dedesupt, este așezată inscripția: „1941 - 1945”, precum și prenumele și numele celor 12 eroi din Dridif, căzuți în al Doilea Război Mondial, ca și numerele de casă ale ultimelor lor domicilii. Pe piedestal, se află inscripția: „Recunoștința noastră, 1985”, fără alte detalii.

## Istorie

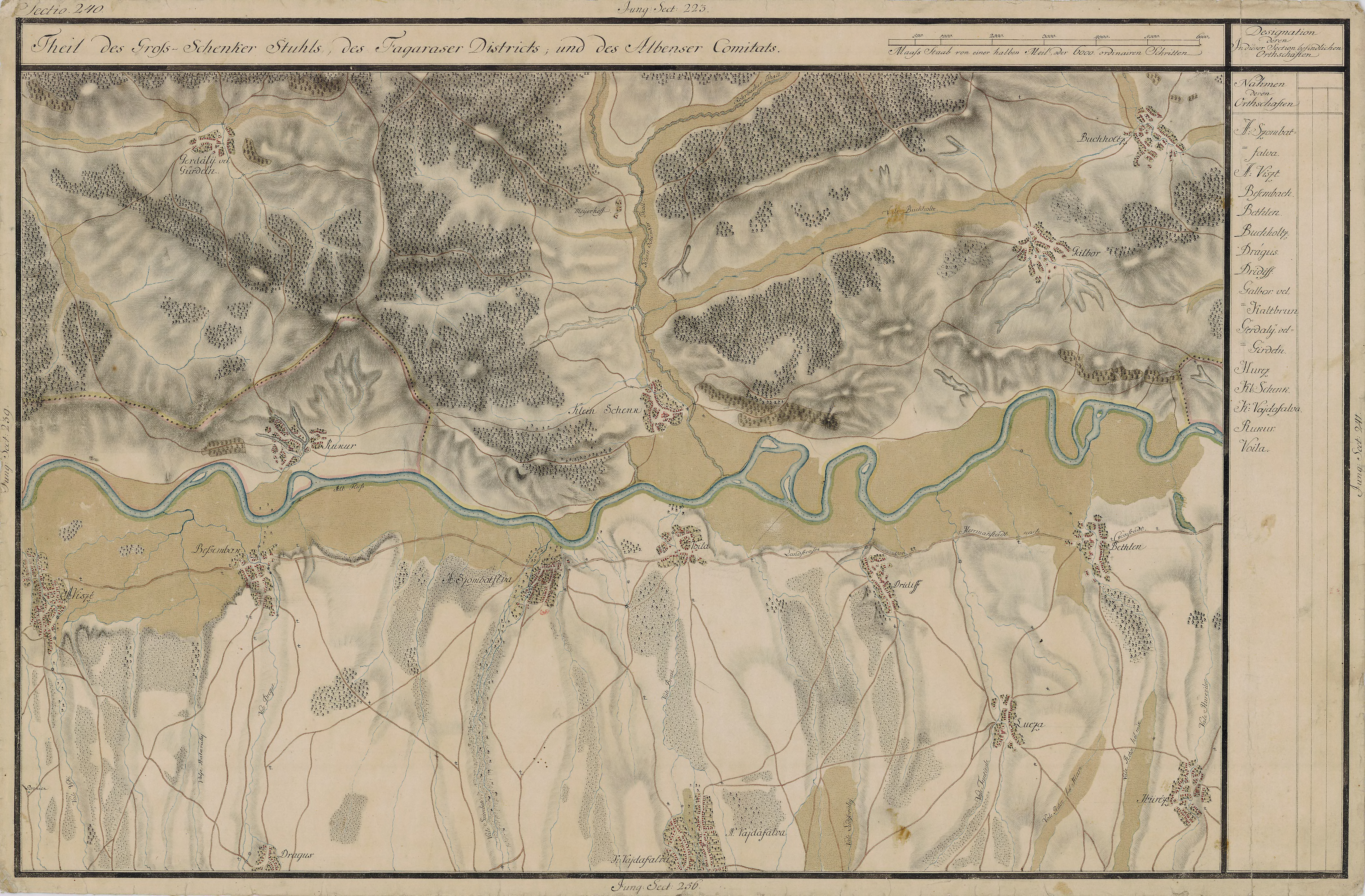
Dridif în Harta Iosefină a Transilvaniei, 1769-1773

- La conscripțiunea[9] organizată la cererea episcopului unit Inocențiu Micu-Klein în anul 1733, la Dridif au fost recenzate 80 de familii, adică vreo 400 de locuitori. Din registrul acestei conscripțiuni, aflăm că la Dridif funcționa un preot greco-catolic, Algye [Aldea] și exista o biserică greco-catolică[10]. Numele preotului, Algye, precum și denumirea satului, Dridiff, erau redate cu ortografie maghiară, deoarece rezultatele conscripțiunii erau destinate unei comisii formare din neromâni, în majoritate unguri[11].

- În 1765, satul a fost parțial militarizat și a făcut parte din Compania a IX-a de graniță a Regimentului I de Graniță de la Orlat până în 1851, când a fost desființat.

## Demografie
Majoritatea locuitorilor sunt de etnie română. Ca și confesiune religioasă majoritatea sunt ortodocși.

## Personalități
- Leonte Opriș (n. 1889, Dridif - d. 1968) - preot greco-catolic, notar, profesor, custode al Muzeului Unirii din Alba Iulia[12].
- Virgil Mateias (n. 1909 - d. 1995) - Avocat, Prefect al judetului Fagaras.
- Nicolae Ciora (n. 1915, Dridif - d. 2002, București), inginer constructor stabilit la București.